# 深沢米太郎
深沢 米太郎（ふかざわ よねたろう、1860年10月23日（万延元年9月10日） - 1922年（大正11年）2月3日）は、日本の政治家。衆議院議員（1期）。

## 経歴
静岡県出身。漢学を学ぶ。農業、養蚕、牧畜業を営む。大鹿窪村戸長、芝富(のち富原村→芝川町→富士宮市)、柚野(のち芝川町→富士宮市)各村長、柚野村議、富士郡議、同参事会員、同議長、静岡県議、富士郡蚕糸同業組合長、同農会副会長、同畜産組合長、同茶業組合会長、静岡県畜産組合連合会副組合長、同蚕糸同業組合連合会副会長を歴任。ほかに駿陽生糸、富士養蚕、大宮製材各(株)取締役、大宮銀行、富士軌道各(株)監査役となる。
1921年の衆議院静岡4区の補欠選挙に立憲政友会公認で立候補して当選した。衆議院議員を1期務めたが、翌1922年2月に死去した。